# توشيهيرو ناغوشي
توشيهيرو ناغوشي (باليابانية:名越 稔洋) (بالإنجليزية:Toshihiro Nagoshi)، هو منتج ومخرج ومطور لعبة فيديو ياباني، وُلِدَ بتاريخ 17 يونيو 1965، وله عدة أعمال، ومنها جادمنت، انضم لشركة سيغا منذ عام 1989.